# Analiza kutykularna

Schematyczny przekrój poprzeczny przez liść rośliny okrytonasiennej: widoczne między innymi kutykule na górnej i dolnej powierzchni liścia

Analiza kutykularna (ang. cuticle analysis) – metoda badawcza w paleobotanice, polegająca na badaniu mikromorfologii powierzchni epidermy (przede wszystkim liści) dzięki zachowywaniu się kutykul jako skamieniałości. 
Analizy kutykularnej używa się przy oznaczaniu roślin kopalnych: szczegóły unerwienia oraz budowa aparatów szparkowych mają duże znaczenie w taksonomii roślin. Ponadto analiza kutykularna może służyć do badania dawnych zmian klimatycznych, ponieważ gęstość aparatów szparkowych na liściu jest w pewnej mierze zależna od proporcji dwutlenku węgla w atmosferze, a także do estymowania wysokości nad poziomem morza, z której pochodzą badane flory kopalne.
Jednym z paleobotaników, którzy rozwinęli i konsekwentnie stosowali tę metodę, był Zlatko Kvaček.